# Kacper Sułkowski
Kacper Sułkowski herbu Łodzia (zm. 1658) – sędzia ziemski brzeskokujawski w latach 1640–1655, stolnik inowrocławski w latach 1620–1640.

## Życiorys
Poseł województwa inowrocławskiego na sejm 1628 roku. Poseł-deputat tego województwa na Trybunał Skarbowy Koronny w 1628 roku. Poseł na sejm konwokacyjny 1632 roku z województwa brzeskokujawskiego i inowrocławskiego. Jako poseł województwa brzeskokujawskiego na sejm elekcyjny 1632 roku wszedł w skład komisji korektury prawa koronnego. Poseł na sejm nadzwyczajny 1635 roku, sejm 1645 roku. Poseł województwa brzeskokujawskiego na sejm 1642 roku, poseł-deputat tego województwa na Trybunał Skarbowy Koronny w 1642 roku.
Poseł na sejm koronacyjny 1649 roku. Poseł na sejm 1649/1650 roku z sejmiku radziejowskiego województwa brzeskokujawskiego. Na sejmie 1649/1650 roku wyznaczony z koła poselskiego na komisarza komisji wojskowej lubelskiej, która zająć się miała wypłatą zaległych pieniędzy wojsku. Poseł sejmiku radziejowskiego na sejm 1650 roku, sejm zwyczajny 1652 roku, sejm nadzwyczajny 1652 roku, sejm zwyczajny 1654 roku, sejm nadzwyczajny 1654 roku, sejm 1655 roku.